# Prestoea montana
Espèce
Classification phylogénétique
Prestoea montana appelé palmiste à chapelet ou palmiste des montagnes est une espèce de palmier de la famille des Arecaceae.
Il est originaire des Antilles et d'Amérique centrale.
Il peut atteindre 18 m de haut.
Il est considéré par certains auteurs comme une sous espèce de Prestoea acuminata.